# Gianluigi Paragone
Gianluigi Paragone (* 7. srpna 1971 Varese) je italský novinář a politik.

## Život
Novinářskou kariéru započal v regionálních novinách a regionálním televizním kanále. Poté se Paragone stal editorem La Padania, oficiálních novin Ligy Severu. Poté pracoval pro Libero, noviny, kde byl krátký čas i zástupcem šéfredaktora.
V roce 2009 moderoval talk show Malpensa Italia, vysílanou v pozdních hodinách na kanále Rai 2. Dne 5. srpna 2009 byl jmenován zástupcem ředitele kanálu Rai 1, čímž zároveň opustil vedení Libera. Nicméně hned 24. září 2009 Paragone opustil Rai 1, aby se stal zástupcem ředitele Rai 2.
Od 15. ledna 2010 moderoval politickou talk show L’ultima parola na Rai 2. V roce 2013 rezignoval na svou pozici v Rai 2 a RAI zcela opustil. Odešel do La 7, kde moderoval talk show La gabbia (2013–2017) a In onda (2015).
Od 7. dubna 2014 do 3. února 2017 moderoval, spolu s Marou Mionchi a Ylenií Baccaro, pořad Benvenuti nella giungla na Radio 105.
V roce 2018 byl zvolen senátorem za Hnutí pěti hvězd. 1. ledna 2020 byl ze strany vyloučen, ale pokračoval v Senátu jako nezávislý. V červenci 2020 založil vlastní politické hnutí, Italexit, s cílem vyvést Itálii z Evropské unie.